# The Crystal Ship
 The Crystal Ship  (укр. Кришталевий корабель) — пісня каліфорнійського гурту «The Doors» з їхнього дебютного однойменного альбому. Вона була видана на стороні Б синглу «Light My Fire» навесні 1967 року.

## Інформація
Згідно зі словами Джона Денсмора, колишнього барабанщика «Doors», ця пісня була присвячена колишній дівчині Моррсона Мері Вербелоу (Mary Werbelow).
 The Crystal Ship  вважається однією з найсильніших поетичних робіт Моррісона, де він звертається до маловідомої кельтської легендою, згідно з якою ірландський герой Коннла (Connl) був винесений богинею в «земний рай за межами моря» на чарівному кораблі, що належав божеству на ім'я Мананнан (Manannan). Кришталевий корабель управлявся силою думки і міг переміщатися як по воді, так і по повітрю.
Однак було висловлено інше припущення, що натхнення для  The Crystal Ship  Джим взяв від образу нічної ілюмінації нафтової вежі Холлі (Platform Holly), розташованої коло узбережжя Санта-Барбари, яка схожа на кришталевий корабель - і Моррісон був натхненний її виглядом який він одного разу побачив на пляжі вночі.

## Кавери
Серед виконавців зробивших кавер-версії пісні були Duran Duran, Nicole Atkins, Chris Whitley, George Winston, Nevermore.
На своїх концертах  The Crystal Ship  грали Патті Сміт, Tangerine Dream, та The Smashing Pumpkins.

## Факти
- Згідно з біографією «Ніхто не виходить звідси живим» (англ. No One Here Gets Out Alive), саме ця композиція призначалася для довгих інструментальних імпровізацій. Від цього рішення відмовилися на користь композиції «Light My Fire».